# Verfahrenstechnik (Zeitschrift)
Verfahrenstechnik ist ein crossmediales Fachmedium und erscheint monatlich bei der Vereinigte Fachverlage GmbH. Die Publikation richtet sich an Fach- und Führungskräfte, Techniker und Ingenieure, die in Unternehmen der Prozess-, Pharma- / Food- und Öl- / Gas-Industrie tätig sind. Im Mittelpunkt der Redaktion stehen anwendungsorientierte Technikinformationen aus allen Bereichen der Verfahrenstechnik, und es wird ebenfalls über Mess- und Automatisierungstechnik, Anlagenbau, Förder- und Lagertechnik sowie Sicherheits- und Umwelttechnik informiert.

## Crossmediales Angebot
Die Publikation erscheint als Print-Magazin und E-Paper. Daneben gibt es redaktionelle Newsletter, eine Website sowie regelmäßige Informationen in den relevanten sozialen Netzwerken.